# I Luoghi del Cuore

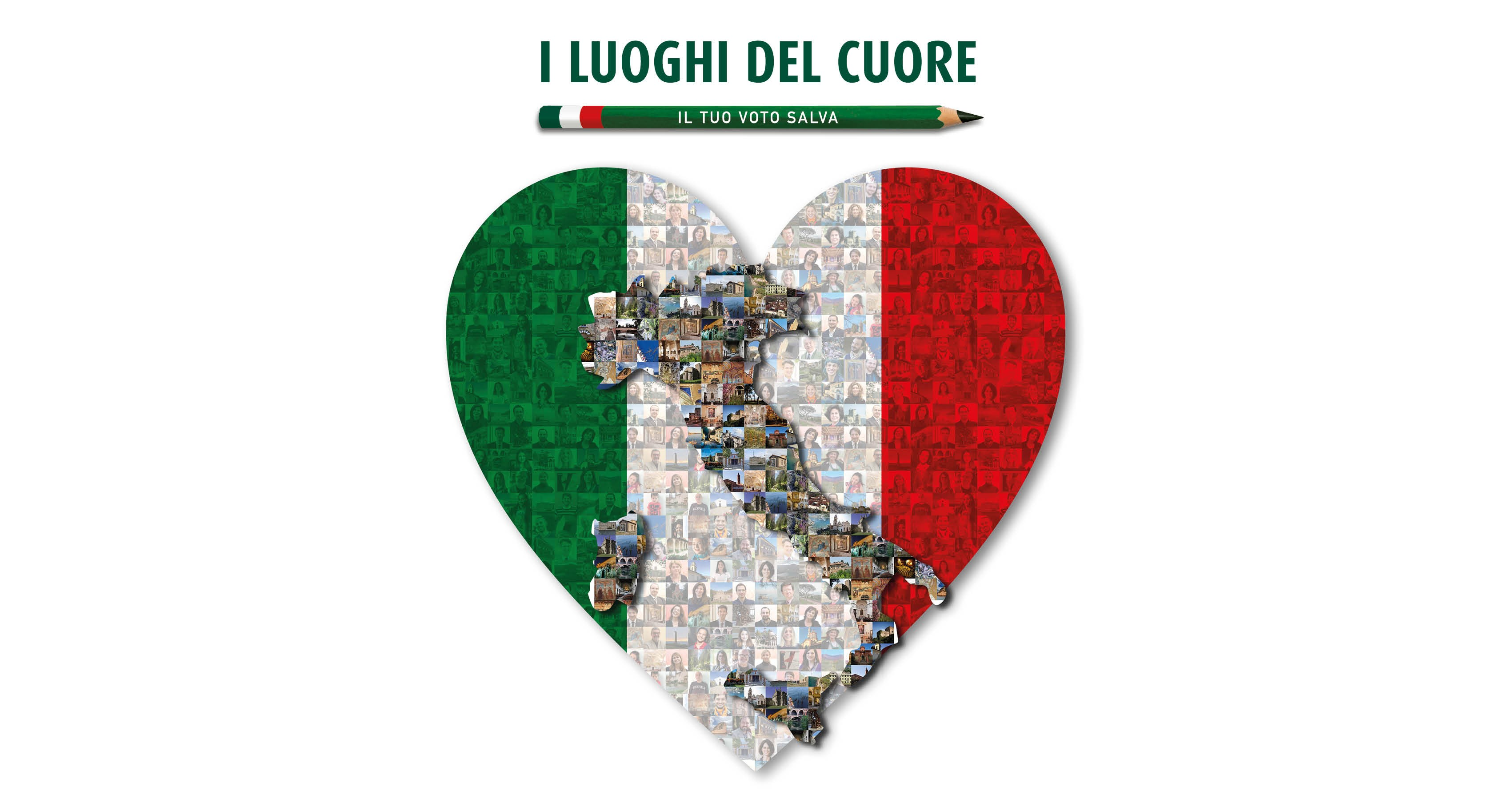
Il logo dei Luoghi del Cuore del FAI

I Luoghi del Cuore è una campagna nazionale per i luoghi italiani da non dimenticare, promossa dal FAI - Fondo per l'Ambiente Italiano in collaborazione con un gruppo bancario italiano.

## Progetto
Il progetto, nato nel 2003, mira a coinvolgere concretamente tutta la popolazione, italiana e non, invitandola a votare i luoghi italiani che sente particolarmente cari e importanti e che vorrebbero fossero ricordati e conservati intatti per le generazioni future.
Il progetto alterna due fasi: il censimento/votazione negli anni pari e il bando/selezione negli anni dispari.
 

Durante il censimento si possono segnalare e votare i propri Luoghi del Cuore. I primi 3 luoghi in classifica e i vincitori della classifica speciale dedicata a un tema diverso in ogni censimento, riceveranno un contributo economico a fronte di un progetto concreto da concordare con il FAI. 

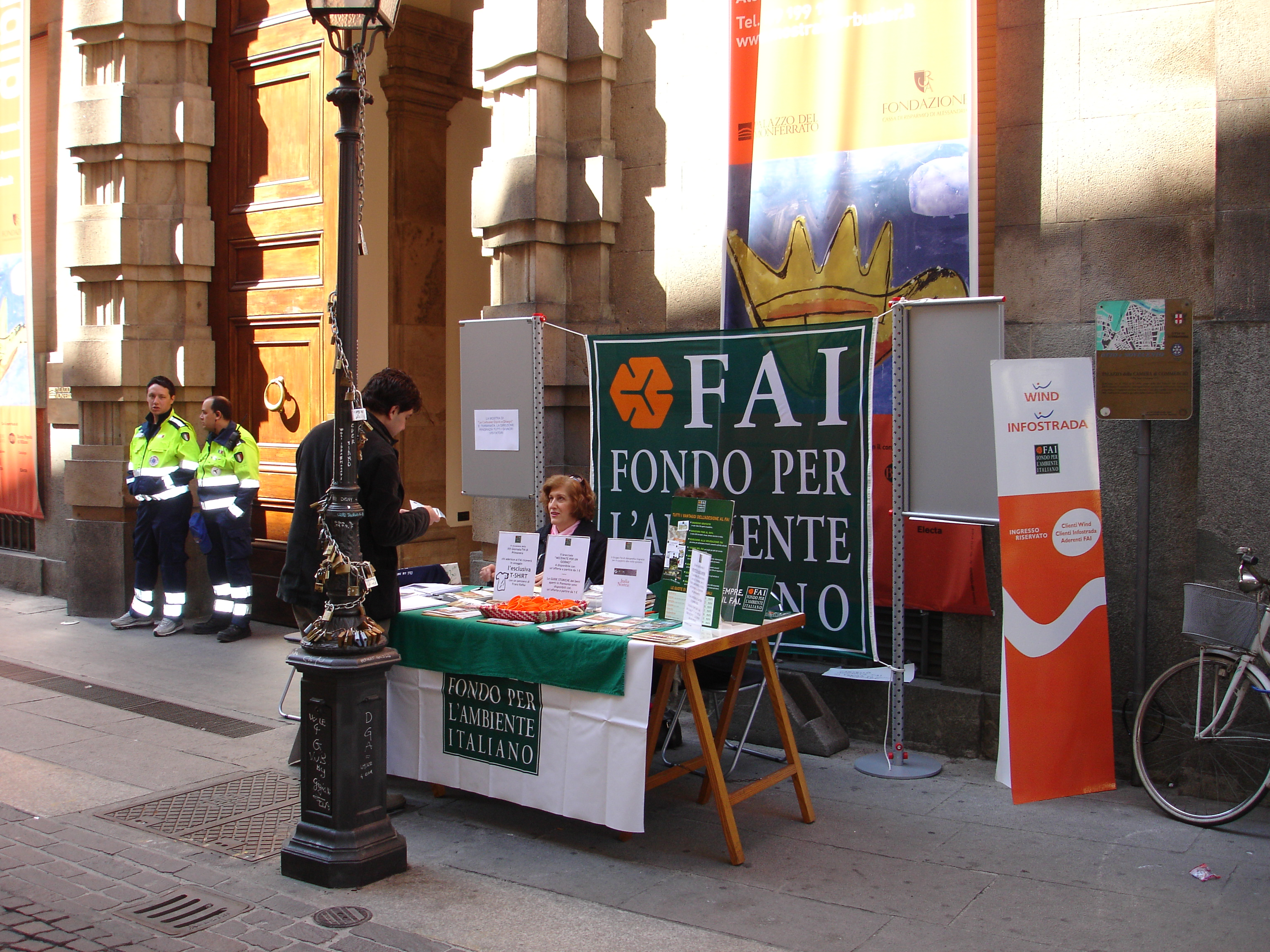
Un banchetto dal FAI

Dopo ogni censimento viene aperto un bando, sul quale possono candidare un progetto tutti i luoghi che hanno ottenuto almeno 2.500 voti al censimento. Si può richiedere un contributo economico per un progetto di restauro o valorizzazione.
Nel 2021 si è calcolato che in totale, nelle dieci edizioni, siano stati raccolti oltre 9,6 milioni di voti, segnalati più di 40.000 luoghi e sostenuti 139 progetti a favore di luoghi d’arte e di natura in 19 regioni.

## Interventi
A seguito di questo censimento, sono nate collaborazioni tra FAI e gli enti territoriali, con interventi come quello al Mulino di Baresi a Roncobello (BG) ceduto al FAI, restaurato e aperto al pubblico nel 2003, ai Vialetti del borgo Walser di San Gottardo a Rimella (VC), recuperati e nuovamente fruibili nel 2006, al Castello della Colombaia a Trapani, il cui recupero era fermo da quasi un decennio a causa di nodi burocratici, al "Piè di Marmo" a Roma, ripulito e riportato alla sua integrità nel 2010.
Nel 2021 sono stati sostenuti venti progetti di restauro e valorizzazione in tredici regioni: Castello di Brescia, Ferrovia Cuneo-Limone-Ventimiglia, Ospedale e Chiesa di Ignazio Gardella ad Alessandria, Chiesa rupestre di San Nicolò Inferiore a Modica, Ponte acquedotto a Gravina in Puglia, Eremo di Sant'Onofrio al Morrone a Sulmona, Chiesa di Santa Maria Gesù Lo Piano a Polizzi Generosa, Forte Aurelia Antica a Roma, Tempio di Hera a Metaponto, Parco fluviale urbano del Rio Grande ad Amelia, Monumento funebre "Fescina" a Quarto, Borgo di Monesteroli, Tempio internazionale del Donatore a Pianezze di Valdobbiadene, Giardino degli Angeli a Castel San Pietro Terme, Chiesa di Sant'Eufemia a Corte Franca, Villa Floridiana a Napoli, Cortile di San Cosimato a Roma, Palazzo Portovecchio a Mirandola, Pieve di San Cassiano di Controni a San Cassiano.

## Luoghi più votati

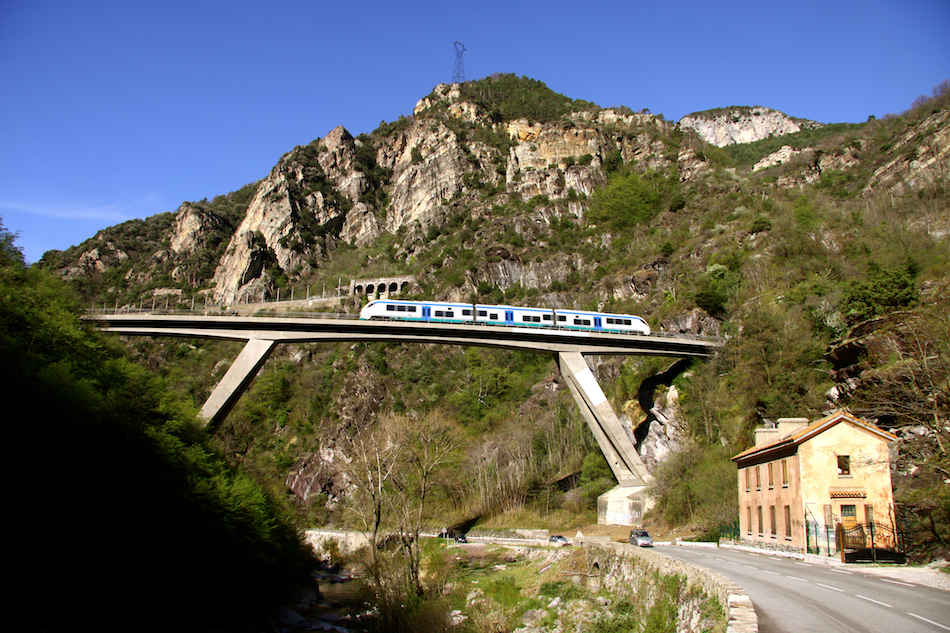
La Ferrovia Cuneo-Ventimiglia, vincitore dell’edizione 2020 dei Luoghi del Cuore.

- XII edizione (17 settembre 2024-10 aprile 2025).[12]
- XI edizione (conclusa il 15/12/2022): primo classificato con 51.443 voti fu Chiesa di San Pietro dei Samari di Gallipoli, secondo classificato Museo dei misteri di Campobasso, terzo classificato Chiesa di San Giacomo della Vittoria di Alessandria.[13]
- X edizione (conclusa il 15/12/2020): il primo classificato fu la Ferrovia Cuneo-Limone-Ventimiglia, con 75.586 voti,[14] secondo il Castello di Sammezzano e terzo il Castello di Brescia.[15]
- Nel 2018, il primo classificato fu il Monte Pisano (Pisa), secondo il fiume Oreto (Palermo) e terzo l'antico stabilimento termale di Porretta Terme (Bologna).
- Nel 2016, il primo classificato fu il Castello e parco di Sammezzano (Reggello), secondo il Complesso monumentale di Santa Croce e Tutti i Santi (Bosco Marengo) e terzo le Grotte del Caglieron (Fregona).
- Nel 2014, il primo classificato fu il Convento dei Cappuccini (Monterosso al mare), secondo la Certosa di Calci (Pisa) e terzo il Castello di Calatubo (Alcamo).
- Nel 2012, il primo classificato fu la Cittadella di Alessandria, secondo la Chiesa di San Nicola a San Paolo di Civitate e terzo l'Abbazia della Santissima Trinità di Monte Sacro (Mattinata).
- Nel 2010, il primo classificato furono gli eremi dell'Abbazia di Santa Maria di Pulsano (Monte sant'Angelo), secondo Casa Desanti-Bossi (Novara) e terzo la Chiesa di Santa Caterina (Lucca).
- Nel 2008, il primo classificato fu il Castello della Colombaia (Trapani), secondo Libreria Bocca (Milano) e terzo le vecchie carceri e chiesa di Trento.
- Nel 2006, il primo classificato fu il Brolo del Monastero di San Giacomo di Veglia (Vittorio Veneto), secondo Parco della Rocca Borromea (Arona) e terzo Lago azzurro (Campodolcino).
- Nel 2004, il primo classificato fu Villa Arconati (Castellazzo), secondo Masseria Rossi (Volla) e terzo la Chiesa di Santa Maria del Soccorso (Santi Cosma e Damiano).
- Nel 2003, la prima edizione, vinsero rispettivamente Fontana dell'Acqua Acetosa (Roma), Mulino Maurizio Gervasoni (Roncobello) e Villa Arconati (Castellazzo).[16]